# Ostjerusalem

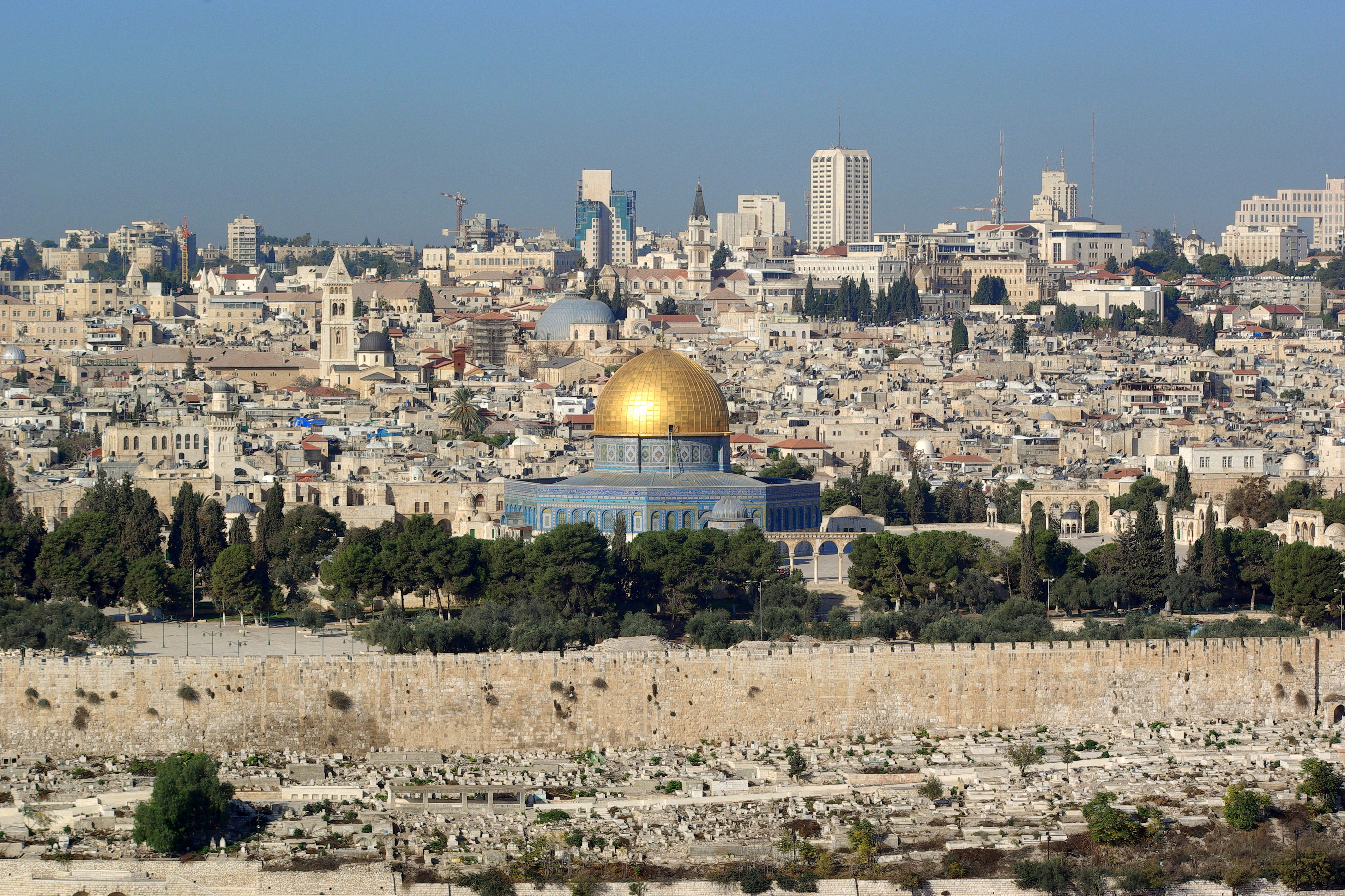
Ansicht der Altstadt Jerusalems vom Ölberg aus

Karte Ostjerusalems (für eine Erläuterung der Farbgebung anklicken)

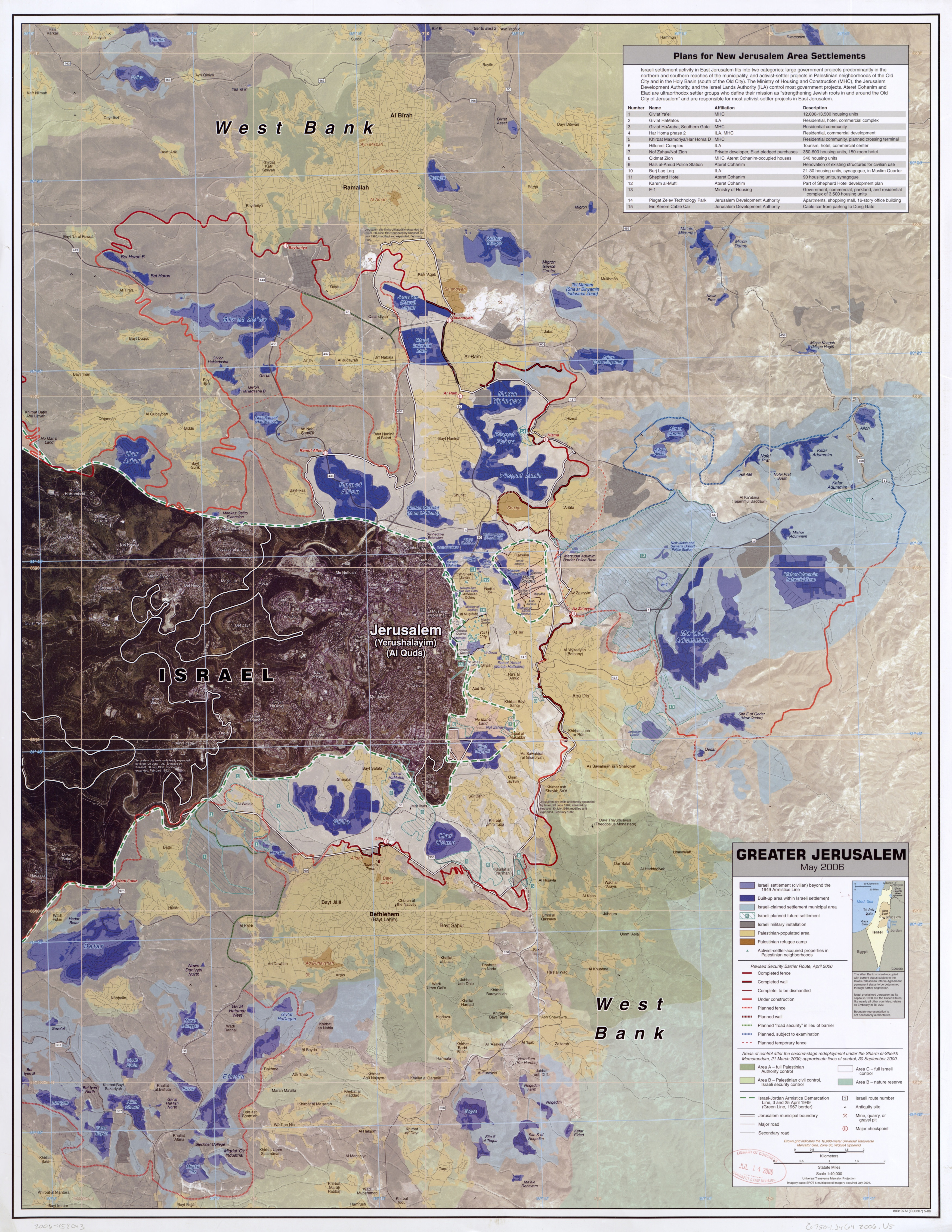
Großjerusalem, Mai 2006 (CIA)

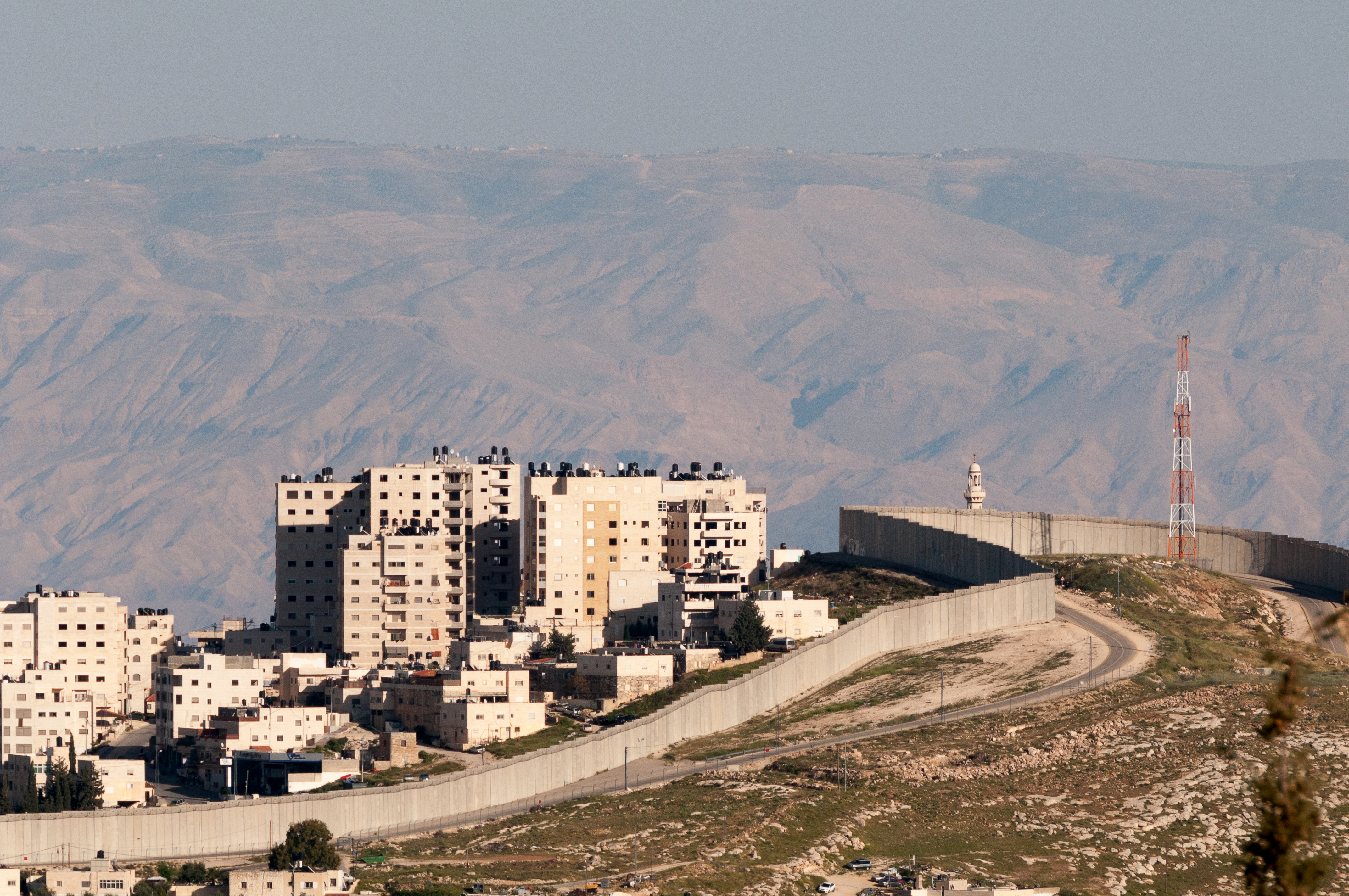
Mauer in Jerusalem

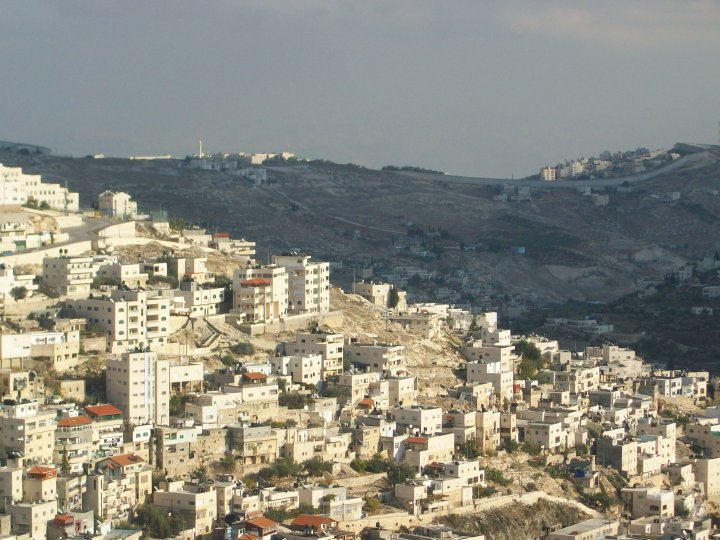
Blick auf den Stadtteil Silwan von der Altstadt aus

Als Ostjerusalem wird der Teil von Jerusalem bezeichnet, der seit dem Palästinakrieg 1948 von Jordanien besetzt war, bis er im Sechstagekrieg 1967 von Israel erobert wurde. Aus israelischer Sicht ist Ostjerusalem heute Teil des vereinigten Jerusalem einschließlich der Teile des Westjordanlandes, die von Israel zum Jerusalemer Stadtgebiet erklärt wurden. Die 1980 durch das Jerusalemgesetz erfolgte Annexion des im Sechstagekrieg 1967 eroberten Gebiets wurde von der internationalen Staatengemeinschaft ebenso wenig anerkannt wie die vorangegangene Annexion Ostjerusalems durch Jordanien im Jahr 1950. Der Sicherheitsrat der Vereinten Nationen verabschiedete mehrere Resolutionen, die die Annexion oder deren Vorbereitung verurteilten. Der Internationale Gerichtshof erklärte 2024 in einem unverbindlichen Rechtsgutachten die israelische Besatzung Ostjerusalems mitsamt Siedlungen für völkerrechtswidrig und forderte Israel auf, diese Besatzung zu beenden.
Aus palästinensischer Sicht ist Ostjerusalem, für einige Palästinenserorganisationen auch ganz Jerusalem, das unter dem arabischen Namen al-Quds (القدس Al-Qudsⓘ bzw. القدس الشريف al-Quds asch-scharīf; wörtlich „die heilige [Stadt]“ oder „die ehrenwerte [Stadt]“) bekannt ist, die Hauptstadt eines zukünftigen Palästinenserstaates.
2017 erkannte die Organisation für Islamische Zusammenarbeit Ostjerusalem als Hauptstadt Palästinas an.

## Geographie
Ostjerusalem umfasst die Altstadt von Jerusalem und die östlich anschließenden Bezirke einschließlich des durch die Bibel zu Berühmtheit gekommenen Ölbergs. In Ostjerusalem liegen einige der heiligsten Stätten von Judentum, Christentum und Islam, darunter die Klagemauer (die Westmauer des Tempels), der Tempelberg mit dem Felsendom und der Al-Aqsa-Moschee, und die Grabeskirche. Zu den bekannten Bezirken von Ostjerusalem gehören Bab az-Zahira, Scheich Dscharrah und Wadi el-Joz.

## Politik
Der politische Status Ostjerusalems und die israelischen Siedlungen sind weiterhin ein zentraler Punkt des Nahostkonflikts (Jerusalemfrage). Nach dem Ende des Osmanischen Reiches und der darauffolgenden britischen Verwaltung Jerusalems sollte die Stadt unter internationale Verwaltung gestellt werden. Dieser Plan, der im Rahmen des UN-Teilungsplans von 1947 ausgearbeitet worden war, scheiterte jedoch, da die arabisch-palästinensische Seite den Teilungsplan pauschal ablehnte. Im Verlauf des Palästinakriegs wurde Ostjerusalem von jordanischen Truppen besetzt, jüdische Bewohner wurden aus der Altstadt vertrieben, jüdische Häuser und die Hurva-Synagoge zerstört. Der Krieg endete mit dem 1949 zwischen Israel einerseits und Ägypten, Jordanien, Libanon und Syrien andererseits geschlossenen Waffenstillstandsabkommen. Mit diesem wurde vereinbart, dass Jordanien seine Truppen in Ostjerusalem behält. Später wurde Ostjerusalem Teil Jordaniens und völkerrechtswidrig annektiert.
Im Sechstagekrieg wurde Ostjerusalem nach vorangegangenen Angriffen Jordaniens auf Westjerusalem durch die israelische Armee erobert. Israel beansprucht heute ganz Jerusalem einschließlich der östlichen Stadtteile als seine Hauptstadt und annektierte Ostjerusalem 1980 offiziell durch Knesset-Beschluss (Jerusalemgesetz). In zurückliegenden Friedensverhandlungen lehnte Israel eine vollständige Aufgabe Ostjerusalems zugunsten eines zukünftigen palästinensischen Staates ab. Begründet wird dies unter anderem mit den Erfahrungen vor 1967, als die jordanischen Besatzer jüdischen Menschen den Zugang zur Klagemauer und der ganzen Altstadt verwehrten, aber auch damit, dass Jerusalem vor 1948 nie Teil eines souveränen Staates gewesen sei und es somit keinen rechtlichen Anspruch der Palästinenser auf Ostjerusalem gebe. In den Augen kritischer Beobachter wird der Status quo durch den fortwährenden, staatlich geförderten Siedlungsbau von Israelis in dem vor 1967 vorwiegend arabisch bewohnten Stadtteil völkerrechtswidrig verfestigt. Zudem schneidet die von Israel offiziell zur Terrorabwehr errichtete Sperranlage, die in Jerusalem auch die Form einer Mauer hat, das Westjordanland zunehmend vom arabischen Teil Jerusalems ab.
Die Palästinenser lehnen den Anspruch Israels auf Ostjerusalem strikt ab und bestehen auf der Kontrolle des gesamten Stadtteils einschließlich des Tempelbergs. Sie berufen sich dabei auf verschiedene Resolutionen der Vereinten Nationen, die den Rückzug Israels aus besetzten Gebieten fordern und die Annexion Ostjerusalems durch Israel für völkerrechtswidrig erklärt haben. Jahrelang war Faisal Husaini im Orienthaus der Jerusalemer Vertreter der PLO und wurde als heimlicher Bürgermeister Ostjerusalems angesehen. Nach Husainis Tod im Jahr 2001 wurde das Orienthaus geschlossen. Der Präsident der palästinensischen Autonomiebehörde Mahmud Abbas lehnt Verhandlungen über eine zukünftige Lösung der Verwaltung Ostjerusalems seit 2008 kategorisch ab, solange Israel an Siedlungsprojekten in Ostjerusalem und im Westjordanland festhält. Doch schon seit dem Fatah-Hamas-Konflikt im Jahr 2006 verfügen die Palästinenser nicht mehr über einheitliche Forderungen bezüglich Ostjerusalems. Die von der Fatah kontrollierte Autonomiebehörde beansprucht in Friedensverhandlungen meist nur Ostjerusalem als Hauptstadt eines zukünftigen Palästinenserstaates, wenngleich ihre Charta eine „Ausrottung jeder ökonomischen und politischen zionistischen Existenz“ und „einen souveränen Staat auf dem Boden ganz Palästinas, mit Jerusalem als Hauptstadt.“ (Artikel 12 und 13) fordert. Die radikalislamische Hamas, die 2006 von einer relativen Mehrheit der Palästinenser gewählt wurde und über die Mehrheit der Parlamentssitze verfügt, erkennt Israel nicht an und fordert die Errichtung eines Gottesstaats auf dem Boden des heutigen Israels mit ganz Jerusalem als Hauptstadt. Finanziell und ideologisch unterstützt wird die Hamas von Syrien und Iran, die die Belange Jerusalems für ihre kontroverse Außenpolitik verwenden. So werden in regelmäßigen Abständen Kundgebungen und Gedenktage (wie der al-Quds-Tag) abgehalten, die an „das Ziel erinnern, Jerusalem zu befreien“. Hassan Nasrallah, der Anführer der schiitischen Hisbollah, bezeichnete Jerusalem als „das große Ziel und die große Schlacht unserer Zeit.“ In großen Teilen der arabisch-muslimischen Welt gilt der derzeitige Status Jerusalems nicht nur als Rechts-, sondern auch als Prestigeverlust.
Ende Juni 2014 beschloss Israels Regierung, über fünf Jahre 295 Millionen Schekel in Infrastruktur und Sicherheit Ostjerusalems zu investieren.
Im Vorfeld des Besuchs von US-Präsident Donald Trump im Mai 2017 kündigte Israels Bauminister Yoav Galant ein neues Siedlungsprojekt an. Dabei sollen 15.000 neue Wohnungen für jüdische Siedler in Ostjerusalem entstehen. 2018 wurde die US-Botschaft durch Trump nach Jerusalem verlegt, nachdem er dieses als offizielle Hauptstadt anerkannte.

### Status der Palästinenser
Nichtjüdische Bewohner der Gebiete, die Israel 1967 im Sechstagekrieg eroberte und danach auch verfassungsrechtlich seinem Staatsgebiet eingliederte (Golan-Höhen und Ostjerusalem), wurden mit dieser Annexion nicht automatisch zu israelischen Staatsangehörigen. Wenn sie die israelische Staatsangehörigkeit erhalten möchten, müssen sie sich einbürgern lassen. Von dieser Möglichkeit machten nur wenige Gebrauch, zwischen 1980 und 1992 lediglich ein Prozent der Ostjerusalemer.
Die arabisch-palästinensischen Einwohner Ostjerusalems haben den Status von „Ständigen Einwohnern“, der es ihnen erlaubt, sich innerhalb Israels zu bewegen. Sie bekommen spezielle blaue ID-Karten und sind damit auch sozialversichert. Dieser Status kann ihnen entzogen werden, wenn sie sich mehrere Jahre außerhalb von Jerusalem aufhalten. Ein Besuch in drei Jahren reicht der israelischen Zeitung Haaretz zufolge aus, um den Status behalten zu dürfen. Wie sich anlässlich des Hungerstreiks des von breiten Teilen der deutschen Politik unterstützten Jerusalemer Palästinensers Firas Maraghy im Sommer 2010 vor der israelischen Botschaft in Berlin zeigte, hält sich Israel nicht an diese öffentlich kommunizierten Regelungen. So wurde Maraghy vom Innenministerium im Mai 2009 erklärt, er müsse trotz des Studiums seiner Frau in Deutschland bis spätestens Mai 2011 nach Ostjerusalem zurückkehren und dann für eineinhalb Jahre dort leben, um das Aufenthaltsrecht in seiner Heimatstadt nicht zu verlieren. Viele Palästinenser haben ihr Wohnrecht verwirkt, weil sie z. B. während eines Auslandsstudiums Fristen versäumt haben. Seit 1967 wurden 14.000 dieser „ständigen“ Aufenthaltsgenehmigungen entzogen, zuletzt auch wegen Terroraktivitäten von Familienangehörigen.
Viele Palästinenser bevorzugen jordanische Pässe oder die Pässe der Palästinensischen Autonomie. Israelische Staatsbürger zu werden, käme für die meisten dieser Palästinenser einer Aufgabe Ostjerusalems gleich, zumal damit ein Eid auf Israel verbunden ist. Ähnlich verhält es sich mit der Zusammenarbeit der Palästinenser mit israelischen Behörden. Da viele Palästinenser keine Kommunalgebühren oder Mieten für die oft nur gepachteten Wohnflächen zahlen, auf denen nach 1967 häufig ohne Baugenehmigungen gebaut wurde, argumentieren die Israelis, dass sie das Recht hätten, solche Wohnungen zwangsräumen zu lassen und dort neue Gebäude zu errichten. Laut dem Israelischen Komitee gegen Hauszerstörungen (ICAHD) wurden dagegen von 1967 bis 2003 kaum Baugenehmigungen für die palästinensischen Einwohner erteilt, während in dem gleichen Zeitraum 90.000 Wohneinheiten für jüdische Siedler geschaffen wurden.
Durch das Gesetz, das es ermöglicht, 1948 verlassenes jüdisches Eigentum zurückzufordern, gelangen immer wieder Häuser in Ostjerusalem in den Besitz von Juden. Eigene rechtsgerichtete Organisationen forschen nach Nachkommen früherer jüdischer Besitzer, unterstützen diese bei der Geltendmachung ihrer Ansprüche und kaufen diesen dann die zugesprochenen Grundstücke ab. Danach werden die Häuser an jüdische Familien vermietet, die manchmal mit großem Aufwand beschützt werden müssen. So lassen einige jüdische Bewohner im muslimischen Viertel der Altstadt ihre Kinder täglich von Wachleuten auf dem Schulweg begleiten.
Die Bewohner ohne Staatsbürgerschaft dürfen nicht an israelischen Wahlen teilnehmen, nur an der Wahl zum Jerusalemer Gemeinderat. Die Mehrzahl tut dies aber nicht, um zu zeigen, dass sie die Besatzung nicht anerkennt. Gemäß Oslo-Abkommen dürfen sie sich jedoch an palästinensischen Wahlen beteiligen, müssen ihre Stimme aber in Postämtern abgeben, damit Israel dies als Briefwahl von „im Ausland lebenden Palästinensern“ bezeichnen kann. Eine Familienzusammenführung existiert nicht für (nicht-israelische) Palästinenser in Ostjerusalem und in den restlichen palästinensischen Gebieten. Besucher und Ehegatten aus diesen Gebieten müssen beim israelischen Innenministerium um Erlaubnis ersuchen. Seit der Zweiten Intifada werden solche Genehmigungen kaum mehr ausgestellt, vor allem seitdem auch Einwohner von Ostjerusalem Attentate verübt haben. Diese Verfahren wurden bereits oft von Menschenrechtsorganisationen kritisiert. Um den Status als Ostjerusalemer nicht zu verlieren, bleiben viele in der Stadt gemeldet, obwohl sie nach der Heirat mit einem palästinensischen Partner in dessen Heimatstadt leben, auch die Kinder werden, wenn möglich, in einem Jerusalemer Spital zur Welt gebracht und in Jerusalem angemeldet. Viele palästinensische Ehefrauen haben seit Jahren bei ihren Ehepartnern in Ostjerusalem gelebt, bekommen nun aber, trotz Einschaltung eines Anwalts, keine Verlängerung ihrer Aufenthaltsbewilligungen. Sie leben daher oft illegal weiter in der Stadt. Seit dem Bau der Mauer und der Verschärfung der Grenzkontrollen reisen sie mit temporären Passierscheinen für Krankenhausbesuche und Gebet am Tempelberg ein.
In den letzten Jahren verloren einige Bewohner auch ihr Aufenthaltsrecht, weil ihre Häuser nicht zu 100 % innerhalb der Stadtgrenzen liegen. Sie sind zwar verpflichtet, die Gemeindeabgaben (Arnona) zu bezahlen, verloren aber ihren Status. In einem Fall wurde einer Witwe die Pension gestrichen, weil das Bett ihres Mannes außerhalb der Stadtgrenzen lag.
Laut der jüdischen Menschenrechtsorganisation HaMoked hat die Zahl der Palästinenser, die 2008 ihren Status als Einwohner Ostjerusalems verloren haben, eine besorgniserregende Höhe erreicht. Die Vereinten Nationen und die Vereinigten Staaten von Amerika haben die israelische Politik in Jerusalem kritisiert; diese beinhaltet die Vertreibung von Palästinensern aus ihren Häusern, für welche sie keinen Eigentumsnachweis vorlegen können, Zerstörung von Häusern, die ohne Baugenehmigung gebaut wurden, als auch die Erweiterung von jüdischen Siedlungen auf Land, welches seit dem Sechstagekrieg besetzt ist. Laut der Direktorin von HaMoked, Dalia Kerstein, sei das Vorgehen des Innenministeriums Teil einer größeren Kampagne, eine jüdische Mehrheit in Jerusalem sicherzustellen sowie die palästinensische Bevölkerungsgröße zu begrenzen. Des Weiteren sind laut einem internen Bericht der EU von 2009, aus dem Haaretz zitierte, 35 % der Bewohner Jerusalems Araber, allerdings würden nur weniger als 10 % der Gelder in arabische Viertel fließen. Im September 2011 kündigte das israelische Innenministerium den Bau von 1100 weiteren Wohnungen im Stadtteil Gilo an, was nicht nur die Palästinenser, sondern auch die USA, Russland und die EU-Außenbeauftragte Catherine Ashton kritisierten.
Ein Bericht der EU von 2011 zeigt auf, dass inzwischen etwa 10.000 Kinder ohne Aufenthaltsrecht in der Stadt leben, weil ein Elternteil aus dem Westjordanland stammt.

### Rückerstattungsansprüche jüdischer Israelis
Sowohl BBC News als auch i24news und Jedi’ot Acharonot berichten über Zwangsräumungen von Wohnungen in Ostjerusalem, die von Palästinensern bewohnt waren:

“Under Israeli law, if Jews can prove their families lived in east Jerusalem homes before the 1948 War of Independence, they can demand that Israel's general custodian office release the property and return their ownership rights.”

„Gemäß israelischem Recht haben Juden Rückerstattungsansprüche auf in Ost-Jerusalem befindliche Gebäude, wenn sie belegen können, dass ihre Familie bis 1948 dort gelebt hat.“

“Under Israeli law, Jews can reclaim property lost when Jordan occupied East Jerusalem in the war of 1948-9.”

„Nach israelischem Gesetz können Juden Ansprüche auf Eigentum erheben, das sie verloren haben, als Jordanien Ost-Jerusalem im Krieg 1948 besetzt hat.“

Ein israelischer Gerichtsbeschluss wurde von der israelischen Polizei am 5. September 2017 umgesetzt und Palästinenser zur Räumung der von ihnen bewohnten Gebäude in Ostjerusalem gezwungen.
Am 2. Januar 2018 hatte das israelische Parlament mit einer Gesetzesänderung eine mögliche künftige Teilung Jerusalems erschwert. Für die Aufgabe von Gebieten, die zum Ostteil der Stadt gehören, etwa im Rahmen eines Friedensabkommens mit den Palästinensern, müssten demnach zukünftig mindestens zwei Drittel der Abgeordneten stimmen. Vorher reichte schon eine einfache Mehrheit in der Knesset.

## Palästinensische Infrastruktur
In Ostjerusalem befinden sich nicht nur auch für die außerhalb der Stadt lebenden Palästinenser heilige Stätten (Al-Aqsa-Moschee, Grabeskirche), sondern auch historisch gewachsene zentrale Einrichtungen, die noch immer für die Bewohner des Westjordanlandes wichtige Anlaufstellen sind.
Dazu gehören die sechs arabischen Spitäler:
- Makassed Islamic Charitable Hospital auf dem Ölberg (220 Betten, Kardiologie)
- Auguste-Viktoria-Spital auf dem Ölberg (100 Betten)
- St.-John-Augenspital in Scheich Dscharrah (70 Betten)
- St.-Josef-Spital in Scheich Dscharrah (70 Betten, Neurochirurgie)
- Gebärklinik des PRCS (Palästinensischer Roter Halbmond) in Suwaneh (30 Betten)
- Prinzessin-Basma-Center für behinderte Kinder auf dem Ölberg (20 Betten, Physiotherapie)[26]

Einige dieser Spitäler haben Spezialisierungen, die in den Autonomiegebieten nicht verfügbar sind. Spezialbehandlungen sind oft nur im israelischen Hadassah am Skupusberg oder Ein Kerem möglich. Einige dieser Spitäler behandeln Personen mit Flüchtlingsstatus gratis, während sie in anderen Einrichtungen außerhalb der Stadt bezahlen müssen. Dringende Einlieferungen in diese Spitäler werden durch Kontrollen und Bewilligungen an der Grenze verzögert. Für ambulante Behandlungen ist jedes Mal ein Passierschein zu beantragen. Ärztliches Personal und Medizinstudenten von außerhalb benötigen Arbeitserlaubnis und Passierscheine. Seit 2008 ist es den Spitälern untersagt, wesentlich günstigere palästinensische Medikamente einzukaufen. Genehmigungen für Umbauarbeiten und Zubauten wurden nicht gewährt. Für 80 % der Notfalleinsätze in Ostjerusalem verlangen jüdische Rettungswagen Polizeischutz, da sie zuvor in den Gegenden, in denen sie Menschen helfen wollten, angegriffen wurden. Dies führt zu einer Verlängerung der Transportzeit.
Ebenso befinden sich andere palästinensische Institutionen in Ostjerusalem:
- Palästinensisches Nationaltheater
- Orienthaus, seit 2001 geschlossen
- mehrere Institute der Al-Quds-Universität

### Stromgesellschaft JDECO
Trotz der Wiedervereinigung der Stadt mit allen Angleichungen hat Ostjerusalem noch immer eine getrennte Stromversorgung durch die 1914 gegründete palästinensische Stromgesellschaft JDECO (Jerusalem District Electricity Co. Ltd.), die Ostjerusalem und dessen Umland unabhängig von der sonst zuständigen israelischen Firma Israel Electric Co. mit Strom versorgt. Da die vielen jüdischen Bewohner Ostjerusalems darauf bestehen, von der zuverlässigeren israelischen Firma versorgt zu werden, gibt es immer mehr Zweigleisigkeit, wie für die Siedlungen im Westjordanland.

## Stadtviertel
- Abu Tor
- Altstadt
- Atarot
- Beit Safafa
- Beit Hanina
- Französischer Hügel (auch Giv’at Shapira)
- Gilo
- Har Choma
- Nof Zion
- Pisgat Ze’ev
- Ramat Eschkol
- Schu'fat
- Scheich Dscharrah
- Silwan
- Talpiot Ost
- Umm Tuba
- Wadi el-Joz